# Footwork FA14
La Footwork FA14 è una monoposto di Formula 1 impiegata dal team Footwork a partire dalla terza gara e fino alla fine della stagione 1993.

## Contesto e sviluppo
La FA14 andò a sostituire la FA13B, una versione aggiornata della precedente FA13, che venne utilizzata nelle prime due gare della stagione. Il team non sviluppò un proprio sistema di sospensioni attive, ma lo acquistò dal team McLaren. L'ala anteriore venne ridisegnata, con un unico profilo agganciato al musetto da dei piloni di sostegno (anziché due ed inglobati nel musetto come nel precedente design), mentre per l'ala posteriore venne utilizzata la soluzione con un'ala supplementare a sbalzo della FA13B. Il motore Mugen-Honda venne alleggerito ed il regime di rotazione aumentato, contribuendo al miglioramento delle performance nella seconda metà della stagione.

## Carriera agonistica
La FA14 debuttò nel Gran Premio d'Europa a Donington, con alla guida il veterano Derek Warwick (al ritorno nella massima serie dopo un'assenza di 3 anni) ed il confermato Aguri Suzuki; dovettero ritirarsi entrambi dalla corsa. L'affidabilità della FA14 fu discontinua; Suzuki subì una serie di sette ritiri consecutivi verso la fine della stagione, mentre Warwick finì spesso fuori dai primi dieci. Tuttavia durante la stagione le performances della vettura migliorarono costantemente, permettendo a Warwick di concludere sesto nella sua gara di casa a Silverstone e quarto in Ungheria, dove colse i suoi ultimi punti in Formula 1. Il miglioramento nelle prestazioni da parte di Suzuki fu ancora più evidente; dopo essersi qualificato in ultima fila a Donington, riuscì a qualificarsi sesto a Spa davanti a Warwick e risalì fino alla quinta posizione prima di ritirarsi per un guasto al cambio; inoltre concluse settimo all'ultima gara ad Adelaide. La stagione 1993 fu l'ultima stagione a tempo pieno in Formula 1 per entrambi i piloti: Warwick si ritirò a fine stagione, mentre Suzuki fece alcune apparizioni al volante di Jordan e Ligier nelle stagioni successive. Per la stagione 1994 furono rimpiazzati da Christian Fittipaldi e Gianni Morbidelli.

## Risultati completi
| Anno | Vettura       | Motore      | Gomme | Piloti        |  |  |     |     |    |     |    |    |     |     |     |     |     |     |     |    |  |  |  |  |  |  |  |  | Punti | Pos. |
| ---- | ------------- | ----------- | ----- | ------------- |  |  | --- | --- | -- | --- | -- | -- | --- | --- | --- | --- | --- | --- | --- | -- |  |  |  |  |  |  |  |  | ----- | ---- |
| 1993 | Footwork FA14 | Mugen-Honda | G     | Derek Warwick |  |  | Rit | Rit | 13 | Rit | 16 | 13 | 6   | 17  | 4   | Rit | Rit | 15  | 14  | 10 |  |  |  |  |  |  |  |  | 4     | 9º   |
| 1993 | Footwork FA14 | Mugen-Honda | G     | Aguri Suzuki  |  |  | Rit | 9   | 10 | Rit | 13 | 12 | Rit | Rit | Rit | Rit | Rit | Rit | Rit | 7  |  |  |  |  |  |  |  |  | 4     | 9º   |